# 赤柱清真寺
赤柱清真寺（英語：Stanley Mosque）是香港第三間清真寺，位於香港島赤柱的赤柱监狱內。

## 历史
20世纪初，有大约400来自巴基斯坦和印度的穆斯林雇员为香港监狱署工作。监狱署的总部办公室最初在亚毕诺道。他们大多去些利街清真寺进行礼拜。但总部办公室搬到更远的赤柱监狱后，为了迎合穆斯林员工的福利和宗教需求，需要在监狱区附近新建一所清真寺。1937年1月1日，赤柱清真寺在监狱内开放。
2009年12月18日，古物古迹办事处咨询委员会将该清真寺評为香港一级历史建筑。
此清真寺的伊玛目是哈菲兹·阿夫扎尔·汗（Hafiz Afzal Khan），擔任教长已经20多年，还會在清真寺教授古兰经并主持祈祷。

## 建筑
该沙色的清真寺有一个大祈祷大厅、走廊和庭院。寺前有一个停车区。因在监狱范围内，该清真寺一般不对公众开放。